# Graphem
Grapheme oder Grafeme (altgriechisch γραφή graphḗ, deutsch ‚Schrift‘ und Suffix -em) sind die kleinsten bedeutungsunterscheidenden, aber nicht selbst bedeutungstragenden grafischen Einheiten des Schriftsystems einer bestimmten Sprache. Sie fassen also bedeutungsgleiche Graphe in gemeinsame Klassen zusammen.
Ein bestimmter Laut in einer gesprochenen Sprache, ein Phonem, kann auf verschiedene Weise geschrieben werden. So ist in den beiden Wörtern schrift und sprache der Wortanfang das Phonem /⁠ʃ⁠/ und wird einmal mit den Graphen ‹sch› und einmal mit dem Graph ‹s› dargestellt. Ähnliches gilt für die Wörter flug und vogel: das Phonem /⁠f⁠/ korrespondiert mit den unterschiedlichen Graphen ‹f› und ‹v›. Verschiedene Graphe, die entweder frei ausgetauscht werden können oder nach deterministischen Regeln komplementär verteilt sind, nennt man Allographe. Ein Graphem besteht aus solchen Allographen.
Die Linguistik untersucht in ihrer Teildisziplin Graphem(at)ik die Strukturen und Zusammenhänge von Graphemen, um durch die Bildung von Klassen und Konstruktionsprinzipien allgemeine Aussagen über eine Sprache und deren Verschriftlichung treffen zu können.

## Schreibweise (Notation)
Grapheme aus dem Skript der Metasprache, d. h. lateinische sowie bei manchen Autoren auch griechische und kyrillische Buchstaben, werden in der Linguistik üblicherweise in nach außen weisende spitze Klammern gefasst, behelfsweise auch in Guillemets oder Kleiner- und Größerzeichen. Dies gilt auch für Graphemketten, also Buchstabenfolgen, die normalerweise orthographische Wörter bilden.
- ⟨a⟩, ⟨ab⟩ (U+27E8/9, mathematisch)
  - HTML-Darstellung: ⟨a⟩, ⟨ab⟩ oder &#x27E8;a&#x27E9;, &#10216;ab&#10217;
- 〈a〉, 〈ab〉 (U+2329/A, technisch)
- 〈a〉, 〈ab〉 (U+3008/9, ostasiatisch)
- <a>, <ab>

Grapheme aus Objektsprachen mit anderem phonographischen Skript werden meistens nicht gesondert gekennzeichnet, stattdessen wird ihre Transliteration eingeklammert und ggf. ihr Name angegeben:
- ψ ⟨ps⟩ Psi – ein griechischer Kleinbuchstabe mit Transkription und Name.
- か ⟨ka⟩ – ein Hiraganasyllabogramm mit Transkription, die zugleich Name ist.
- チ ⟨chi⟩ Ti – ein Katakanazeichen, bei dem sich Transkription und Name unterscheiden.

Die (Grund-)Bedeutung funktioneller und logographischer Grapheme wird üblicherweise in Kapitälchen angegeben. Für komplexe Grapheme werden analog die Konventionen für Lexeme angewandt:
- ΓMajuskel – ein Funktionsgraphem, das nur im Zusammenspiel mit anderen Graphemen sichtbar wird.
- ⟨3⟩ drei – ein logographisches Graphem mit seiner Bedeutung.
- ⟨&⟩ und Ampersand – ein logographisches Graphem mit seiner Bedeutung und seinem Namen.
- 山 ⟨shān / san / yama / …⟩ Berg oder 山 ⟨…⟩ ‚Berg‘ – ein logographisches Graphem mit piktographischem Ursprung mit seinen Transkriptionen aus verschiedenen Sprachen und seiner Bedeutung.
- 山 ⟨san yama⟩ – die importierte sinojapanische On-Lesung des Kanji in Majuskeln, die native Kun-Lesung in Minuskeln, im Japanischen selbst über Katakana und Hiragana realisiert: „山 サン やま“.
- 𒇽 ⟨lú awīlum⟩, 𒇽 ⟨lú antuhšaš⟩ Person – das Sumerogramm 𒇽 ⟨lú⟩ im Akkadischen und Hethitischen.
- 沐 ⟨mù⟩ Wasser ‚sich die Haare waschen‘ – ein logographisches Graphem bestehend aus Bedeutungs- 氵 Wasser und Aussprachewurzel 木 ⟨mù⟩, die zusammen die angegebene lexikalische Bedeutung annehmen.

## Begriffsbestimmung
Der Begriff Graphem für die graphische Ebene der Sprache folgt demselben Bildungsmuster wie Phonem und Morphem. Diese drei emischen, sprachabhängigen Begriffe tauchten erstmals Anfang des 20. Jahrhunderts bei Jan Baudouin de Courtenay auf. Der Graphembegriff wurde aber um 1932 von Aarni Penttilä vermutlich unabhängig davon nochmals neu geprägt und setzte sich erst anschließend international durch. Allerdings herrscht bis heute keine vollständige Einigkeit darüber, was ein Graphem ist und was nicht.
Auf Grundlage dieser Begriffe entstanden die entsprechenden Bezeichnungen für etische, sprachunabhängige Grundeinheiten, also Phon, Morph und Graph, sowie für Fachdisziplinen, z. B. Phonem(at)ik (Phonologie), Morphem(at)ik (Morphologie) und Graphem(at)ik oder entsprechend Phonetik und Graphetik.
Manche Linguisten sehen Grapheme als unidirektional abhängige visuelle Abbilder von lautsprachlichen Phonemen. Im allgemeinen Sprachgebrauch werden Grapheme häufig nicht oder nicht deutlich von den sprachunabhängigen Schriftzeichen und den nur in segmentalen Schriftsystemen vorkommenden Buchstaben unterschieden. Selbst unter Schriftlinguisten ist die Terminologie uneinheitlich und bisweilen eurozentrisch. Die Abgrenzung zu den graphetischen Einheiten Graph und Glyphe ist teilweise schwierig und umstritten, für viele Anwendungsfälle außerdem irrelevant.

### Lautsprache: Analogbildung zu Phonem
Das Graphem wurde analog zum Phonem geschaffen. Beide sind die kleinsten bedeutungsunterscheidenden Einheiten ihres Mediums. Als lautliche (phonische) Einheit ist das Phonem der Untersuchungsgegenstand der Phonologie.
Vielfach wird mit Bezug auf Aristoteles, Ferdinand de Saussure oder Leonard Bloomfield die Schriftsprache nicht nur als geschichtlich (phylogenetisch) und individuell (ontogenetisch) sekundär zur Lautsprache aufgefasst, sondern als unselbständiges, unidirektional abhängiges Zeichensystem. Vertreter dieser Dependenztheorie, nach der die Schrift also der Rede nachgeordnet und nicht nebengeordnet ist, sehen das Graphem entsprechend als Abbild des Phonems. Entsprechend entspricht für sie jedem Graphem genau ein Phonem und umgekehrt. Für Anhänger der konkurrierenden Autonomiehypothese – wie die Prager Schule – oder der vermittelnden Interdependenz- bzw. Korrespondenztheorie sind die Begriffe Phonem und Graphem hingegen parallel angelegt und gleichberechtigt: In einer Orthographie können sie einander regelbasiert zugeordnet werden (phonographisches Prinzip).
Dies drückt sich bspw. auch in der Terminologie der Glossematik nach Louis Hjelmslev aus, worin die kleinsten ausdrucksseitigen Einheiten Keneme genannt werden und sowohl Phoneme als auch Grapheme sein können; zusammen mit den inhaltsseitigen Pleremen bilden sie die kleinsten sprachlichen Zeichen, sogenannte Glosseme.
Um es beiden Lagern recht zu machen, schlug John McLaughlin für die hyponyme Graphemgruppe der phonemabhängigen graphischen Einheiten den Terminus Graphonem vor, während später Klaus Heller stattdessen die Grapheme aufteilt in phonematisch bestimmte Phonographeme – mit gekapselter Notation wie in ⟨sch/ʃ/⟩ – und graphematisch bestimmte Graphographeme als verallgemeinerte Klassen von konkreten Schriftzeichen. Oliver Rezec trennt analog Phonemabbilder von den eigentlichen Graphemen.
Als semantisch distinktive (d. h. bedeutungsunterscheidende, aber nicht selbst bedeutungstragende) Einheiten sollten sowohl Phoneme als auch Grapheme per Minimalpaaranalyse gefunden werden, wobei sie auf derselben Ebene nicht weiter zerlegbar sein dürfen. Da das Lautmedium kontinuierlich und analog, das Schriftmedium hingegen (annähernd) diskret und digital ist, werden Phoneme beim paarweisen Vergleich phonematischer Wörter als Bestandteile der größeren Einheit Silbe gefunden, Grapheme hingegen als Kompositionen der kleineren Einheit Schriftzeichen. Dies liegt daran, dass graphematische Wörter in vielen Schriftsystemen einerseits bereits klare Außengrenzen aufweisen und andererseits auch intern schon segmental strukturiert sind. So unterscheiden sich die beiden einsilbigen Wörter /zaɪn/ und /ʃaɪn/ nur im Silbenkopf, der mit den Phonemen /z/ und /ʃ/ besetzt ist, was sich auch in ihren graphischen Entsprechungen ⟨Sein⟩ und ⟨Schein⟩ wiederfindet, nur dass das Graphem ⟨Sch⟩ aus drei Einzelzeichen besteht, die – trotz anderer Minimalpaare wie ⟨Stein⟩ – untrennbar verbunden sind. In beiden Realisationen von Sprache tritt dabei als (je nach Sprache häufigen) Sonderfall die Identität auf, indem ein Phonem einem alleinstehend silbenfähigen Vokal bzw. indem ein Graphem einem Buchstaben entspricht.

### Rekursivität: Abgrenzung von Buchstaben
Das Graphem sollte (gemeinsam mit dem Phonem) den vor der Linguistischen Wende verwendeten Begriff des Buchstabens (in anderen Sprachen letter, littera u. ä.) ersetzen, da dieser sowohl für schriftliche als auch für lautliche Sprachzeichen verwendet wurde. Seitdem seine phonische Bedeutung weitgehend verschwunden ist, verwenden einige Linguisten Buchstabe synonym zu oder anstelle von Graphem, zumindest solange sie sich mit segmentalen, d. h. alphabetischen Schriftsystemen beschäftigen.
Martin Neef argumentiert, dass die Graphematik einer Alphabetschrift allein mit der Einheit Buchstabe auskommen können müsse, da die Einheit Graphem sowohl durch Einzelbuchstaben, bspw. ⟨s⟩, als auch durch Buchstabengruppen, ⟨sch⟩, realisiert werden kann, und sich bspw. die Anfangsgroßschreibung auf Buchstaben, ⟨Schnee⟩, statt auf Grapheme, *⟨SCHnee⟩, bezieht.
Ein Alphabet ist eine konventionalisierte Menge von Buchstaben. Es unterscheidet sich von einem beliebigen geschlossenen Zeichensatz vor allem dadurch, dass es die Sortierreihenfolge der Buchstaben festlegt. Die Elemente einiger Alphabete dienen daher auch als Zähl- oder Zahlzeichen, so hat sich bspw. in der griechischen Schrift das Qoppa ⟨ϟ⟩ nur als Ordinalzeichen für 90. erhalten. Grapheme haben derartige Eigenschaften nicht, dafür kann ein Graphem rekursiv andere, kleinere Grapheme enthalten.
Das Konzept der Buchstaben umschließt in manchen Skripten verschiedene Ausformungen oder Fälle, insbesondere die Unterscheidung in Minuskeln und Majuskeln, d. h. Klein- und Großbuchstaben; daher hat bspw. das englische Alphabet 26 und nicht 52 Buchstaben. Grapheme sind hingegen, obwohl sie graphische Einheiten sind, nicht notwendigerweise an einen sichtbaren Zeichenkörper gebunden und oft wird bei ihnen entweder überhaupt nicht zwischen Majuskel und Minuskel unterschieden oder diese Buchstabenvarianten werden genauso wie zwei voneinander unabhängige Graphe behandelt.

### Sprachabhängigkeit: Anwendung von Schriftzeichen
Grapheme sind sprachabhängig, d. h. sie müssen für jede Schriftsprache bzw. für jedes Schriftsystem eigens bestimmt werden. Schriftzeichen (engl. character) als Konstituenten eines Skripts sind hingegen übersprachlich oder sogar unsprachlich definierbar. Es gibt Sonderfälle wie das serbokroatische Schriftsystem, in welchem jedes Grundgraphem je ein lateinisches und ein kyrillisches Schriftzeichen verwendet.
Im Sinne der Semantik sind Schriftzeichen trotz der anderes implizierenden Bezeichnung noch keine sprachlichen Zeichen, sondern erst Grapheme. Beide werden jedoch mittels Glyphen als Graphe realisiert.

### Abstraktion: Konkretisierung als Graph
Grapheme sind kleinste sprachliche Einheiten, trotzdem lassen sie sich mitunter weiter unterteilen. Diese weitergehende Analyse ist per Definition nicht mehr Teil der (Schrift-)Linguistik, sondern Aufgabe einer ihrer (paralinguistischen) Hilfswissenschaften, der Graphetik. Deren Betrachtungsgegenstand ist jede „konkrete, klassifizierbare graphische Erscheinung“ und heißt Graph. Grapheme sind dann abstrakte Klassen von äquivalenten konkreten Graphen, die Allographe genannt werden.
Einige Graphetiker, darunter Beatrice Primus und Herbert E. Brekle, haben die lateinischen und teilweise auch die griechischen Minuskeln dahingehend analysiert, wie ihre abstrakten Formbestandteile mit phonologischen Eigenschaften korrelieren; so haben bspw. die normalen Vokalbuchstaben ⟨a, e, i, o, u⟩ keine Ober- und Unterlängen. Da damit begründbar wäre, dass Grapheme kleinere Einheiten als Buchstaben sein können, wird die Definition mitunter um die Forderung ergänzt, dass Grapheme aus (in einem Frame) abgeschlossenen, ungebundenen, aber möglicherweise komplex zusammengesetzten Einheiten bestehen. Grapheme können also rekursiv sein, was sowohl bei Buchstabenverbindungen wie ⟨sch⟩ der Fall ist als auch bei den meisten Sinogrammen, da zumindest einige ihrer Konstituenten jeweils selbst Grapheme sein können.
Viele Bezeichnungen graphischer Einheiten verwenden den Morph {-graph} oder {-gramm}. Mit dem ersten ist eher eine graphetische, mit dem zweiten eher eine sprachabhängige graphematische Bedeutung assoziiert, aber die Unterscheidung wird nicht einheitlich und systematisch getroffen.
Bei Rezec entsprechen Grundformen den Graphen in diesem Sinne, während dort Graph mit Glyphe gleichgesetzt wird.

### Virtualität: Materialisierung als Glyphe
Wenn es um das (prototypische) Aussehen eines Graphs in einer bestimmten Hand- oder Druckschrift geht, spricht man stattdessen von Glyphen. Sie sind u. a. der Arbeitsgegenstand von Schriftgestaltern und Schriftkünstlern (Kalligraphen). Damit sind sie noch weniger als Graphe ein Gegenstand der Linguistik.
So zeigen sich etwa positionale oder direktionale Allographen in mehreren verschiedenen, aber optisch unterschiedlichen, ähnlichen Glyphen. Die Position kann dabei der Wortanfang (initial), mitten im Wort (medial), das Wortende (final) und alleinstehend (isoliert) sein und die Schreibrichtung ist zeilenweise (horizontal) oder spaltenweise (vertikal), rechtsläufig (dextrograd) oder linksläufig (sinistrograd). Auch Ligaturen haben eigene Glyphen, obwohl sie aus mehreren Graphen bestehen, während einzelne Graphen aus Basis und Diakritikum aus zwei Glyphen zusammengesetzt werden können. Glyphgrenzen können also, müssen aber nicht mit Graph- oder Graphemgrenzen korrelieren. Dieselbe Glyphe kann für verschiedene Schriftsysteme verwendet werden, z. B. beim lateinischen Großbuchstaben ⟨A⟩ und dem griechischen großen ⟨Α⟩ Alpha, deren Kleinbuchstaben sich voneinander unterscheiden.

## Glottographische Typen
Der Status von graphischen Zeichen in nicht- und parasprachlichen Notationen, z. B. in mathematischen oder chemischen Formeln, wird nicht einheitlich gehandhabt. In manchen Theoriegebilden werden sie einfach ignoriert oder übersehen, andere versuchen sie als speziellen Typus von Graphemen zu beschreiben. Viele Schriftlinguisten beschränken sich also auf glottographische Graphemtypen, das sind Zeichen zur Niederschrift von Sprache. Davon gibt es im Grundsatz zwei verschiedene Gruppen:
1. Offene Zeichensätze mit mehreren Tausend Logo- oder Morphogrammen, die dialekt- und sprachübergreifend einheitlich gebraucht und zumindest prinzipiell über Konstitutionsregeln ständig um neue Zeichen erweitert werden können.
2. Geschlossene Klassen einiger Dutzend bis Hundert Phonogramme, deren graphische Gestalt weitgehend arbiträr ist und die im Wortkontext – abhängig von zum Teil komplexen, konventionalisierten orthographischen Distributions- und Korrespondenzregeln – eine eindeutige, sprachabhängige Lesung mit lediglich dialektaler Varianz besitzen.

Daneben existiert eine Gruppe von Hilfsgraphemen für die Interpunktion, die üblicherweise erst auf syntaktischer Ebene von Bedeutung sind und zwar Einfluss auf die Aussprache der Phrase (Prosodie) haben können, selbst aber nicht verlautet werden. Dazu gehört als „Nullgraphem“ auch das Leerzeichen (Spatium) ⟨␣⟩ in verschiedenen Formen. Die meisten dieser Zeichen indizieren außerdem Wortgrenzen.

### Offener Zeichensatz
Obwohl sie häufig Logogramme genannt werden, stehen Zeichen dieses Typs in der Regel nicht für vollständige Wortformen, sondern für das meist freie lexikalische Wortparadigma und die üblicherweise gebundenen grammatischen Affixe oder freie Partikeln, also für L- und G-Morpheme. Deswegen wird alternativ von Morphogrammen gesprochen.
Der Grundstock dieser graphischen Zeichen ist häufig ursprünglich mittels einer von zwei ikonischen Methoden gebildet worden: entweder konkret abbildend, piktographisch, oder abstrakt symbolisierend, ideographisch. Beachtet man einige graphische Konventionen, die aus dem bevorzugt verwendeten Schreibmedien resultieren, besteht diese Möglichkeit der Zeichengenese prinzipiell weiterhin, doch normalerweise existiert ein beschränktes (Sub-)Inventar von Konstituenten, aus denen nach bestimmten Kombinationsregeln neue Zeichen zusammengesetzt werden können.
Üblicherweise wird der Begriff des Graphems hierbei abweichend von seiner eigentlichen Definition auf das Produkt und nicht auf die bedeutungsdifferenzierenden Konstituenten angewendet, die stattdessen als Subgrapheme o. ä. bezeichnet werden. Dies gilt umso mehr, wenn dieses, wie bei den ostasiatischen Sinogrammen üblich, unabhängig von seiner inhärenten und kombinatorischen Komplexität, d. h. der Anzahl der Striche und Teilzeichen, in einen unsichtbaren Rahmen (Frame) fester, üblicherweise quadratischer Größe eingeschrieben wird. Aufgrund dieser Formationsregel werden sie auch als Tetragramme bezeichnet, welche im normalen Schreib- und Leseprozess trotz ihres systematischen Aufbaus als atomar wahrgenommen werden. Da dies lediglich ein graphetischer und kein graphemischer Begriff ist, deckt er auch die Zeichen der geschlossenen, phonographischen Systeme der japanischen Kana und des koreanischen Hangul ab.
Die Subgrapheme können je nach Skript auch eigenständig verwendbar bleiben, sind dann also rekursive Einheiten auf verschiedenen Ebenen des Schriftsystems. Sie können verschiedene positionell motivierte Allographen aufweisen, d. h. sie sehen je nach Position und Kombination etwas anders aus.
Die Konstituenten leisten entweder als pleremisches Determinativ (Δ), auch Signifikum, einen Beitrag zur Bedeutung oder geben als kenemisches Phonetikum (Φ) einen Hinweis auf die Aussprache des Summengegenstandes, d. h. des Morphogramms. Beide sind in der Regel ungenau und nur in der konventionalisierten Kombination eindeutig. Wenn es nur wenige mögliche Determinative gibt, die somit nur eine grobe Kategorisierung zulassen, spricht man auch von Taxogrammen, wenn es für eine genauere semantische Einordnung taugt, auch von Semagrammen. In manchen Skripten können einige oder alle Subgrapheme beide Rollen einnehmen, in anderen sind sie auf eine beschränkt, z. B. bei den ägyptischen Hieroglyphen. Die Positionen im Gesamtzeichen können bevorzugt oder ausschließlich von dem einen oder dem anderen Typ belegt sein. Es treten je nach System nur einige oder alle denkbaren Kombinationen der beiden Typen auf: ΔΦ, ΦΔ, ΔΔ, ΦΦ sowie komplexere Konstrukte. Im einfachsten Fall steht ein einzelnes Phonetikum für ein Homophon und wenn mehrere, aber ausschließlich Phonetika verwendet werden, greift das Rebus-Prinzip, wobei unter mehreren möglichen Zeichenalternativen oft die semantisch nächstliegende gewählt wird, bspw. in der chinesischen Transkription ausländischer Orts- und Personennamen.
Bei einer engen Auslegung des Graphembegriffs, wenn also die Konstituenten als Grapheme und die Produkte als (zweidimensionale) Graphemketten oder als graphematische Wörter bezeichnet werden, verschwindet der Unterschied zu den Silbensystemen weitgehend. Das Phonographeminventar der Phonetika ist lediglich sehr groß, enthält Duplikate und überschneidet sich unter Umständen mit dem Graphographeminventar der Determinativa, welches es in klassischen Syllabaren nicht oder nur sehr eingeschränkt gibt.

### Geschlossener Zeichensatz
Klassischerweise werden Phonogramme danach unterteilt, ob sie hauptsächlich für die Repräsentation von Silben oder von Silbensegmenten (Buchstaben) verwendet werden.

#### Syllabische Grapheme

Segmentierung der Sprechsilbe (σ) in Reim (ρ), fakultatives konsonantisches (C^{*}) Onset (ω), obligatorischen vokalischen (V^{+}) Nukleus (ν), fakultative konsonantische Koda (κ) und ggf. tonalen (T^{?}) Ton (τ)

In Silbenschriften werden das Zeicheninventar Syllabar und die Zeichen Syllabogramme genannt. Es gibt jedoch viele Typen von Silbenschriften und Silbenzeichen, da nie alle möglichen phonematischen Silben einer Sprache mit je einem exklusiven Syllabogramm verschriftet werden. Stattdessen gibt es orthographische Regeln, um mit einem beschränkten, ggf. sprachübergreifendem Repertoire auszukommen. Wegen derartiger Zeichenkombinationen wird der Graphembegriff manchmal auf digraphische „Syllabogrammketten“ wie die japanischen Yōon ausgedehnt (⟨CijV⟩ /CjV/).
In einer „echten“ Silbenschrift können die silbischen Schreib- und Leseeinheiten als Grapheme angenommen werden, doch viele Systeme sind nicht völlig arbiträr:
Einerseits gibt es manchmal als Abugida bezeichnete synthetische Schriften wie die des indischen Brahmi-Schriftkreises, in denen Vokale entweder inhärent sind Ca ⟨Ca⟩ oder diakritisch an die silbischen Basen gebunden werden Cae ⟨Ce⟩ und dabei z. T. komplexe Ligaturen bilden. Da Konsonanten und Vokale auf unterschiedlichen Ebenen des Schriftsystems notiert werden, sehen manche Linguisten die gebildeten Silbenligaturen als Grapheme an, für andere unterscheidet sich dieses hierarchisch segmentale Prinzip nicht wesentlich von den gleichberechtigt segmentalen Schriften, und entsprechend gelten vorbehaltlich einzelsprachlicher Untersuchungen beide phonographischen Zeichentypen als Grapheme. Eine besondere Art von Graphem in diesen Schriften ist das Virama, das wie ein Vokalzeichen verwendet wird, aber den Wegfall des inhärenten Vokals kennzeichnet.
Andererseits sind vor allem in der Neuzeit entwickelte Schriften wie die der Cree häufig systematisch, indem sowohl die Konsonanten als auch die Vokale der CV-Syllabogramme reihen- bzw. spaltenweise einheitlich geometrisch variieren. Hier stellt sich die Frage, ob die Zeichenorientierung graphemisch ist, also ob bspw. ein allgemeines Vokalgraphem Dreieck V postuliert werden kann, dem der genaue Wert über ein abhängiges Ausrichtungsgraphem Spitze (rechts) unten Xe usw. zugeteilt wird, also ᐁ Ve, ᐃ Vi, ᐅ Vo, ᐊ Va, oder aber vier selbständige Vokalgrapheme ᐁ e, ᐃ i, ᐅ o, ᐊ a ausgemacht werden.
In den meisten sogenannten Silbenschriften gibt es auch nicht-silbische Zeichen, z. B. solche wie das japanische ん n, die nur für die Koda verwendet werden können. Diese haben in der Regel ebenfalls Graphemstatus.
Manche mit den Syllabogrammen verwendete Schriftzeichen wie die japanischen ⟨ー⟩ Chōon und ⟨っ / ッ⟩ Sokuon haben durch orthographische Konventionen variablen bzw. funktionalen Charakter und kommen nicht frei vor, sondern sind an das vorangehende oder nachfolgende Syllabogramm gebunden, wodurch dessen phonographische Qualität verändert wird.

#### Segmentale Grapheme
Oft werden für Alphabetschriften pauschal die jeweiligen Buchstaben als Grapheme angesetzt (alphabetisches Graphem). Dies gilt auch für manchmal Abdschad genannte andere segmentale Skripte, in denen (manche) Vokale nicht auf derselben Schriftebene wie Konsonanten oder optional oder überhaupt nicht geschrieben werden.
Viele Linguisten verstehen die Groß- und Kleinbuchstaben als allographische Varianten desselben Graphems oder als „funktional verbundenes Paar von Graphemen“, doch vor allem im Deutschen kann die Unterscheidung semantisch relevant sein, vgl. Adjektiv ⟨arm⟩ vs. Substantiv ⟨Arm⟩ vs. Akronym ⟨ARM⟩. Zu beachten ist außerdem, dass die Anfangsgroßschreibung in vielen Sprachen auf Buchstaben, in manchen aber auf Grapheme wirkt, z. B. niederländisch ⟨IJssel⟩ statt *⟨Ijssel⟩. Daher postulieren einige Wissenschaftler abstrakte Funktionsgrapheme, die ihr Vorhandensein nur durch Interaktion mit anderen Zeichenkörpern anzeigen, z. B. „Supragrapheme“ bei Gallmann. Diese Funktionen können syntagmatisch (aus dem Satz heraus) oder paradigmatisch (aus dem Wort heraus) und sogar rein graphostilistisch aktiviert werden. Damit können ⟨ARM⟩, ⟨Arm⟩ und ⟨arm⟩ jeweils als unmarkierte oder markierte Schreibungen von arm, Arm und ARM legitimiert und gleichzeitig ⟨aRM⟩, ⟨arM⟩, ⟨ArM⟩ und ⟨ARm⟩ ausgeschlossen werden.
Weil das Graphem die kleinste bedeutungsunterscheidende Einheit ist, müssen bedeutungsgleiche Graphemketten, d. h. graphematische Wörter, aus denselben Graphemen aufgebaut sein. Viele Orthographien lassen aber bestimmte Varianten zu, z. B. ⟨Frisör⟩ und ⟨Friseur⟩, sodass schon allein deswegen nicht pauschal davon ausgegangen werden kann, dass ein Graphem einem Buchstaben entspricht (orthographisches Graphem). In der dependenztheoretischen Begriffswelt, wozu häufig die Schreibdidaktik gehört, kann zwischen dem im Normalfall verwendeten Basisgraphem, bspw. /t/ → ⟨t⟩, und seinen orthographisch begründeten Varianten, den Orthographemen, unterschieden werden, bspw. /t/ → ⟨d⟩ wegen Morphemkonstanz.
| 9 Vokalgrapheme:        | ⟨a⟩, ⟨ä⟩, ⟨e⟩, ⟨i⟩, ⟨ie⟩, ⟨o⟩, ⟨ö⟩, ⟨u⟩, ⟨ü⟩                                                           |
| 20 Konsonantengrapheme: | ⟨b⟩, ⟨d⟩, ⟨f⟩, ⟨g⟩, ⟨ch⟩, ⟨h⟩, ⟨j⟩, ⟨k⟩, ⟨l⟩, ⟨m⟩, ⟨n⟩, ⟨p⟩, ⟨qu⟩, ⟨r⟩, ⟨s⟩, ⟨sch⟩, ⟨ß⟩, ⟨t⟩, ⟨w⟩, ⟨z⟩ |

Da in vielen Schriftsystemen manche (feste) Buchstabenverbindungen in der Minimalpaaranalyse Positionen einnehmen, die sonst nur von Einzelbuchstaben eingenommen werden können, werden solche Digraphe, Trigraphe oder Plurigraphe oft ebenfalls als Grapheme dieser Sprache angesehen. In der lateinischen Schrift wird besonders häufig das ⟨h⟩ als hintere Komponente dieser Kombinationen verwendet. Der Buchstabe ⟨c⟩ in den (nicht nur) deutschen Verbindungen ⟨ck⟩ und ⟨ch⟩ kann als allographische Variante des Folgebuchstabens interpretiert werden, sodass sich die regelmäßiger gebildeten (theoretischen) Grapheme ⟨kk⟩ und ⟨hh⟩ ergeben; ähnliches gilt für das Verhältnis von ⟨tz⟩ zu ⟨zz⟩.
Die diakritischen Zeichen, welche es übrigens auch in Silbenschriften gibt, können nach Gallmann (hier am Beispiel der deutschen Umlaute) auf drei verschiedene Arten graphematisch analysiert werden:
1. ⟨ä⟩, ⟨ö⟩, ⟨ü⟩ sind wie ⟨i⟩ eigenständige Grapheme. In österreichischen Telefonbüchern zeigt sich eine solche Interpretation darin, dass die Akzentbuchstaben hinter den Grundbuchstaben einsortiert werden, während sie in den skandinavischen Sprachen am Ende des Alphabetes angefügt werden.
2. ⟨ä⟩, ⟨ö⟩, ⟨ü⟩ sind allographische Realisierungen der Graphemgruppen ⟨ae⟩, ⟨oe⟩, ⟨ue⟩ oder die Umlautpunkte ⟨¨⟩ sind allograph zum ⟨e⟩. Diese Interpretation liegt Kreuzworträtseln und der Bibliotheksortierung zugrunde, bei der gleich klingende, aber anders geschriebene Namen beieinander stehen sollen.
3. ⟨ä⟩, ⟨ö⟩, ⟨ü⟩ sind ⟨a⟩, ⟨o⟩, ⟨u⟩ plus diakritisches Zeichen «Umlautpunkte», d. h. sie bilden lediglich eine markierte Variante der Basisbuchstaben. Die Wörterbuchsortierung nutzt dieses Prinzip, da so aus Ableitungen (Derivation) gebildete Lexeme häufig bei ihren Stammwörtern stehen.

Der zweite und dritte Ansatz entspricht der umgangssprachlichen Ansicht, dass das deutsche Alphabet 26 Buchstaben habe.

##### Beispiel
So schreibt man nach traditioneller deutscher Rechtschreibung und ohne eingedeutschte Schreibung französischer Lehnwörter ⟨Nuß-Nougat-Crème⟩, wobei der Akzent häufig weggelassen wird, ⟨…-Creme⟩, und das End-‹e› stumm bleiben kann. Mit der Rechtschreibreform muss ⟨Nuß⟩ durch ⟨Nuss⟩ ersetzt werden, während der Gallizismus ⟨Nougat⟩ wahlweise als ⟨Nugat⟩ geschrieben und dann auch ⟨Creme⟩ je nach intendierter Aussprache zu ⟨Krem⟩ oder ⟨Kreme⟩ geändert werden kann. Damit teilt sich dieses Wort ohne Bedeutungsänderung in die orthographischen Grapheme ⟨N⟩⟨u⟩⟨ß|ss⟩⟨-⟩⟨N⟩⟨ou|u⟩⟨g⟩⟨a⟩⟨t⟩⟨-⟩⟨C|K⟩⟨r⟩⟨è|e⟩⟨m⟩⟨e|∅⟩, die allerdings bezüglich ihrer Kombination miteinander nicht völlig frei sind.
Der Bindestrich (und auf etwas andere Weise der Apostroph) nimmt in den europäischen Buchstabenschriften eine Sonderrolle ein, da er kein Phonogramm ist, also nicht direkt gesprochen wird, sondern lediglich den Status anderer Graphemketten verändern kann, indem er sie zu Komposita zusammenfügt. Neben diesem expliziten Bindestrich gibt es auch einen impliziten Trennstrich an allen möglichen Trennstellen> ⟨·⟩, an denen er ausschließlich am Zeilenende sichtbar wird. Obwohl hierbei häufig pauschal von Silbentrennung gesprochen wird, gibt es in den verschiedenen Schriftsystemen der Welt Trennverfahren an Silben-, Morphem- und Graphem-, selten auch an Glyphen-Grenzen.
Die Zusammensetzung mehrerer Einzelwörter zu einem neuen Wort kann je nach orthographischen Konventionen allerdings nicht nur durch einen Bindestrich ⟨x-y⟩, sondern auch durch direktes Aneinanderhängen ⟨x∅y⟩ oder – häufig außerhalb von Texten, aber nicht regelkonform – mit Leerzeichen (d. h. horizontaler Weißraum ⟨x␣y⟩ oder Zeilenumbruch ⟨x↩y⟩) erfolgen, wobei die Anfangsgroßschreibung des hinteren Gliedes nicht erhalten bleiben muss, da nicht unbedingt ein Wortbeginn ⟨#⟩ enthalten ist.
Das Graphem ΓBindestelle oder ⟨-⟩ kann also die Ausprägungen ‹-#›, ‹#›, ‹∅› (leer), ‹␣#› (Spatium), ‹↩› und ‹↩#› (Zeilenwechsel) haben. Dabei ist zu beachten, dass diese scheinbaren Allographen die Teilwörter unterschiedlich stark aneinanderbinden und damit zur Bedeutungsdifferenzierung genutzt werden können, wodurch sie ggf. zu unterschiedlichen Graphemen werden: ⟨Nuss-Nugat-Krem⟩, ⟨NussNugatKrem⟩ und ⟨Nuss Nugat Krem⟩ sowie ⟨Nussnugatkrem⟩ sind Teil der Extension desselben graphischen Wortes, wohingegen in ⟨Nuss-Nugatkrem⟩ und ⟨Nussnugat-Krem⟩ verschiedene semantisch relevante Akzente gesetzt werden, nämlich im ersten Fall in Abgrenzung bspw. zu ⟨Mandel-Nugatkrem⟩ oder ⟨Nuss-Kuchen⟩ und im zweiten Fall bspw. zu ⟨Nussnugat-Riegel⟩ oder ⟨Erdnuss-Krem⟩.
Für das erste Graphem nach der initialen Wortgrenze kann entweder syntaktisch (wenn es mit initialer Satzgrenze zusammenfällt), grammatisch (beim nichtpronominalen Kopf einer Nominalphrase) oder lexemisch (bei Namen und Substantiven) motiviert eine Allographiebeschränkung greifen, der zufolge für den ersten Buchstaben des Graphems nur eine Majuskel zulässig ist.
Ähnlich galten früher, vor allem im Fraktursatz, für das letzte Graphem vor einer medialen oder finalen Wortgrenze Sonderbedingungen, wenn es mit dem Buchstaben ⟨s⟩ endet, welcher dann nicht mit dem Graph ‹ſ›, sondern als ‹s› dargestellt wurde, und zusätzlich greift für ein ursprüngliches ‹ſſ› eine orthographisch Ligationsregel, die statt ‹ſs› den Graph ‹ß› fordert.
Damit lässt sich dieses Beispielwort mit seinen diachronen Varianten, die z. T. noch nicht oder nicht mehr orthographisch valide sind, graphemisch folgendermaßen beschreiben:
Nuss-Nougat-Crème
→ ⟨#nu⟨ss⟩⟨-⟩n⟨ou⟩·gat⟨-⟩⟨c⟩r⟨è⟩⟨mǝ⟩⟩
⟨#⟩ → ΓMajuskel ∨ ⟨∅⟩
⟨ss⟩ → ‹ss› ∨ ‹ß›
⟨c⟩ → ‹c› ∨ ‹k›
⟨ou⟩ → ‹ou› ∨ ‹u›
⟨è⟩ → ‹è› ∨ ‹e›
⟨mǝ⟩ → ‹·me› ∨ ‹m›
⟨·⟩ → ‹∅› ∨ ‹-↩› ∨ ‹↩›
⟨-⟩ → ⟨·⟩ ∨ ΓBindung⟨#⟩
ΓBindung → ‹-› ∨ ‹␣› ∨ ‹∅›
Diese Variantenanalyse trifft allerdings noch keine Entscheidung über tatsächlich im deutschen Schriftsystem vorhandene Grapheme, sondern identifiziert lediglich erste Kandidaten.

### Syntaktische Grapheme
Graphische Zeichen eines Schriftsystems, die nicht zur Wortbildung, sondern nur dem Satzbau dienen, werden teils ebenfalls als Grapheme angesehen und syntaktische Grapheme oder Syngrapheme genannt.
Dazu gehören neben der Interpunktion auch indirekt sichtbare Funktionsgrapheme wie die Großschreibung am Satzanfang, die ggf. dafür sorgt, dass auch Wörter, die nach lexikalischen Regeln mit einem Kleinbuchstaben beginnen, mit einer Initialmajuskel geschrieben werden.
Unter den Satzzeichen gibt es verschiedene Typen: einige können nur am Anfang oder Ende eines Wortes oder Satzes stehen, andere auch oder nur mittig (trennend oder verbindend) und wieder andere, bspw. Klammern und Anführungszeichen, treten i. d. R. nur als Paar auf.

## Technisches Graphem
Zur angewandten Linguistik gehört an der Schnittstelle zur Computertechnik die elektronische Kodierung von Schrift und ihrer Zeichen. Dabei gibt es glyphenbasierte Ansätze wie in 7bit-SMS-Nachrichten, graphem- / konstituentenbasierte Ansätze oder framebasierte Ansätze.
In Unicode werden die Schriftzeichen zwar prinzipiell als Kombinationen von Grundeinheiten, welche kodiert werden, modelliert, aber teilweise aus Kompatibilitätsgründen und teilweise aus Pragmatik gibt es viele vorgefertigte Zeichen, was es erforderlich macht, kanonische Äquivalenzen und bevorzugte Codes festzulegen (bspw. NFC). So kann ein ⟨ä⟩ als Kombination aus ⟨a⟩ U+0061 und ⟨¨⟩ Trema U+0308 oder direkt als ⟨ä⟩ U+00E4 gespeichert werden. Die koreanischen Hangul liegen nicht nur in Form von 70 miteinander kombinierbaren Einzelkomponenten (Jamo), sondern auch in über 11000 Silbenblöcken vor, während Sinogramme nur als Gesamteinheit kodiert werden.
Die Zeichenkodierung braucht nicht auf einfache Weise mit der Eingabe über die Tastatur o. ä. korrelieren, bspw. werden Akzente über Tottasten vor dem Basisbuchstaben eingetippt, aber gespeichert werden sie andersherum oder als eine gemeinsame Einheit.
Der Unicode-Standard verwendet den Begriff Graphem in vereinfachter und sprachunabhängiger Bedeutung. Ein Graphem (Grapheme) ist danach entweder „eine minimale distinktive Einheit der Schrift im Kontext eines Schriftsystems, also ein graphisches Zeichen, mit dem zwei Wörter voneinander unterschieden werden können“ (Minimalpaaranalyse) oder das, „was Benutzer für ein Schriftzeichen (Character) halten“. Außerdem werden die Begriffe Graphembasis (Grapheme Base), Graphemhaufen (Grapheme Cluster) – „eine horizontal segmentierbare Texteinheit, bestehend aus irgendeiner Graphembasis kombiniert mit beliebig vielen breitenlosen Markern“ –, Graphemerweiterung (Grapheme Extender) – alle nullbreiten Marker, Verbinder und Trenner sowie einige nichtnullbreite Marker –, graphisches Schriftzeichen (Graphic Character) – Buchstabe (Letter), kombinierender Marker, Ziffer, Interpunktion, Symbol oder Spatium.